# Senyal continu
Un senyal continu  o senyal en el temps-discret és un senyal que pot expressar com una funció el domini es troba en el conjunt dels nombres reals, i normalment és el temps. La funció del temps no ha de ser necessàriament una funció contínua.
El senyal és definit sobre un domini que pot ser o no finit, sobre el qual a cada possible valor del domini li correspon un únic valor del senyal. La continuïtat de la variable del temps implica que el valor del senyal pot precisar per a qualsevol punt arbitrari del temps pertanyent al domini.
Un exemple típic d'un senyal continu són: Les piles elèctriques
{\displaystyle f(t)=\sin(t),\quad t\in \mathbb {R} }
El mateix exemple amb durada finita podria ser:
{\displaystyle f(t)=\sin(t),\quad t\in [-\pi ,\pi ]} i {\displaystyle \quad f(t)=0} per a qualsevol altre valor de {\displaystyle \quad t}.
El valor d'un senyal de durada finita (o infinita) pot o no ser finit.
Per exemple,
{\displaystyle f(t)={\frac {1}{t}},\quad t\in [0,1]} i {\displaystyle \quad f(t)=0}
per a qualsevol altre valor de {\displaystyle \quad t}, és un senyal de durada finita però pren un valor infinit per {\displaystyle t=0\,}.
En moltes disciplines s'estableix per conveni que un senyal continu ha de tenir sempre valors finits, el que té sentit sobretot en el cas dels senyals físics.
En determinats casos, les singularitats infinites són acceptables sempre que el senyal sigui integrable en un interval finit. Per exemple, el senyal definit per {\displaystyle t^{-1}} no és integrable en l'interval temporal {\displaystyle (-1,1)}, mentre que {\displaystyle t^{-2}} sí que ho és.
Un senyal analògic és continu per naturalesa. Els senyals discrets utilitzats en el processament digital de senyals, es poden obtenir mitjançant el mostreig i la quantització de senyals continus.
Un senyal continu també es pot definir sobre una variable independent diferent al temps. Una d'elles és l'espai, i és particularment útil en el processament d'imatges, on s'utilitzen dues dimensions espacials.